# السمك الأطلسي الطائر
السمك الأطلسي الطائر (بالإنجليزية: Atlantic flyingfish)‏ هو سمك طائر من فصيلة الإكسوسيتيديات. تم وصفه لأول مرة بواسطة عالم الحيوانات الفرنسي اشيل فالنسيان بـ22 مجلد عمل بعنوان Histoire naturelle des poissons (التاريخ الطبيعي للسمكة) والذي كان باشتراك عالم الحيوان جورج كوفييه

## الوصف
كالعديد من الأسماك الطائرة الأخرى السمك الأطلسي الطائر لديه جسم أسطواني وذيل كبير وأجنحة صدرية يستعملها ليطير، يقفز فوق سطح الماء باستخدام أجنحته الصدرية ليجلب تيار الهواء ويحصل على قوة رفع. ويمرجح ذيله ذهابا وايابا ليجلب ليؤمن قوة دفع. أطول سمكة سجلت بطول 32 سم  ولكن أغلب البالغين يصل طولهم تقريباً إلى 25 سم 
الأسماك الأطلسية الطائرة عادةً لونها أخضر إلى أزرق في الظهر، وبيضاء أو فضية في منطقة البطن. بعدما تصل إلى سرعة 30 كم/س 
بمقدورها القفز من الماء وتتطير 3 متر حتى 12 متر. ومن المحتمل أنها تفعل ذلك لتتجنب مفترسات المحيط 